# Frederick McKinley Jones
Frederick McKinley Jones (17. května 1893 – 21. února 1961) byl americkým vynálezcem, nositelem Národní medaile za technický pokrok. Proslavil se zejména svými patenty v oblasti transportního chlazení.

## Život
Fred Jones se narodil 17. 5. 1893 smíšeným rodičům (otec Ir, matka Afroameričanka) ve městě Covington, které je dnes součástí metropolitní oblasti Velkého Cincinnati (Greater Cincinnati). Od malička vyrůstal pouze se svým otcem, dělníkem na železnici. Ten jej ve stáří 7 let předal do výchovy katolickému faráři a opustil jej. Farář Fredovi zajistil základní školní vzdělání. Fred byl téměř posedlý svým zájmem o techniku (o první automobily) a o dalších 5 let později opustil faru i školu a získal své první zaměstnání v autodílně, kde se ve věku 15 let dokonce stal dílovedoucím.
V letech 1910 až 1912 marně hledal práci v autodílnách v Kentucky a v sousedních státech. Obtížně se živil nekvalifikovanou prací, přesto však získal i nové technické zkušenosti s provozem a údržbou parních kotlů (parník na Mississippi v St. Louis, vytápění hotelu v Effinghamu, Illinois). Na jaře 1913 získal Fred vysněné zaměstnání na obrovské farmě ve městě Hallock ve státu Minnesota. Farma o rozloze přes 120 km2 byla vybavena nejmodernějšími technickými prostředky té doby (měla např. vlastní elektrárnu) a Freda zaujaly i 4 vozy Packard jejího majitele, Waltera Hilla. Ten Freda pověřil vedením údržby technických zařízení, podporoval jeho další mimoškolní technické vzdělávání a dovedl jej až k nejvyššímu stupni státní zkoušky požadované pro autorizované techniky ve státu Minnesota. Roku 1916 byla Hillova farma prodána, rozparcelována, a Fred přišel o své zaměstnání.
Jednu sezónu strávil v autoopravně v Hallocku stavbou závodního vozu i závoděním, ale to všechno skončilo se vstupem USA do 1. světové války. Fred narukoval do armády v srpnu 1918 a dostal se do vojenského tábora ve Francii, kde v hodnosti desátníka instaloval elektrické rozvody, udržoval telefonní a telegrafní systémy a také opravoval armádní motocykly a automobily. Těžko snášel vojenskou disciplínu a hlavně rasovou segregaci v tehdejší armádě.
Ve 20. letech se účastnil automobilových soutěží na okruzích od Kanady až po Texas. Po havárii na mezinárodních závodech v Chicagu roku 1925 však své zájmy přesunul na elektrotechniku. Naučil se morseovku a bez potřebné licence sestrojil a provozoval poměrně výkonný vysílač, s nímž však rušil námořní komunikaci. Vysílač byl odhalen státní inspekcí a jeho další provoz zakázán. Opravoval lékařské nástroje, sestrojil i pojízdný rentgen. Se svým přítelem Cliffem Bouvettem zahájil v Hallocku rozhlasové vysílání o výkonu asi 500 W potom, co Fred v Chicagu složil zkoušku pro provozovatele rozhlasových stanic. V září 1923 se třicetiletý Fred Jones poprvé oženil. Jeho vztah se ženou ze švédské přistěhovalecké rodiny však neměl dlouhé trvání a po několika měsících se manželé rozvedli.
První ozvučené filmy ve 20. letech využívaly nezávislé nosiče obrazu (film) a zvuku (fonograf, gramofon) a Fred Jones se zabýval jejich časovou synchronizací. Když se pak ve 30. letech objevily skutečné zvukové filmy s optickým záznamem zvukové stopy, sestrojil Fred Jones pro místní kino v Hallocku snímací aparaturu umožňující promítat zvukové filmy, což upoutalo pozornost Josepha Numera, úspěšného podnikatele v 500 km vzdáleném Minneapolisu. Ten se angažoval v obchodu s nemovitostmi, v průmyslu, ve finančnictví a podílel se i ve firmě Ultraphone Sound Systems, která konkurovala firmě RCA výrobou cenově dostupných systémů pro promítání zvukových filmů v malých kinech. Numero pozval Jonese do Minneapolisu a přes počáteční nedůvěru, rasové předsudky a svérázný Jonesův pracovní styl, (v podstatě si zaváděl volnou pracovní dobu podle vlastní úvahy), nakonec oba našli způsob úspěšné spolupráce. Ta byla založena na tom, že Joe Numero pečoval o Freda Jonese a hlídal jej po jeho celý další život (obstaral mu byt, staral se o jeho finanční záležitosti, platil lékařskou péči), Fred měl naopak volnou ruku po pracovní stránce, dostal veškerý potřebný materiál a vše, co vyvinul, patřilo firmě.
Numero uvažoval o rozšíření výrobního sortimentu firmy Ultraphone Sound Systems a požádal Jonese, aby vyvinul klimatizační systém pro kino. Fred si prostudoval dostupnou literaturu, ale k uskutečnění této myšlenky již nedošlo. V květnu 1938 se Joe Numero při golfu sešel se třemi svými přáteli, z nichž jeden se právě dozvěděl, že přišel o celý náklad drůbeže. Jeho nákladní vůz se cestou do Chicaga porouchal, nedojel do cíle včas, led použitý pro chlazení roztál a náklad se zkazil. V následující diskusi Joe Numero prohlásil, že Fred Jones dokáže postavit mechanickou transportní chladicí jednotku pro 7 m návěs, přestože přítomný ředitel firmy United States Air Conditioning Company tvrdil, že je to nemožné. Jeho technici se o to totiž již dříve pokusili, ale neuspěli především kvůli vibracím typickým pro dopravní prostředky. Zdálo se, že chladicí a klimatizační systémy lze stavět jen jako napevno instalovaná, nepojízdná zařízení.

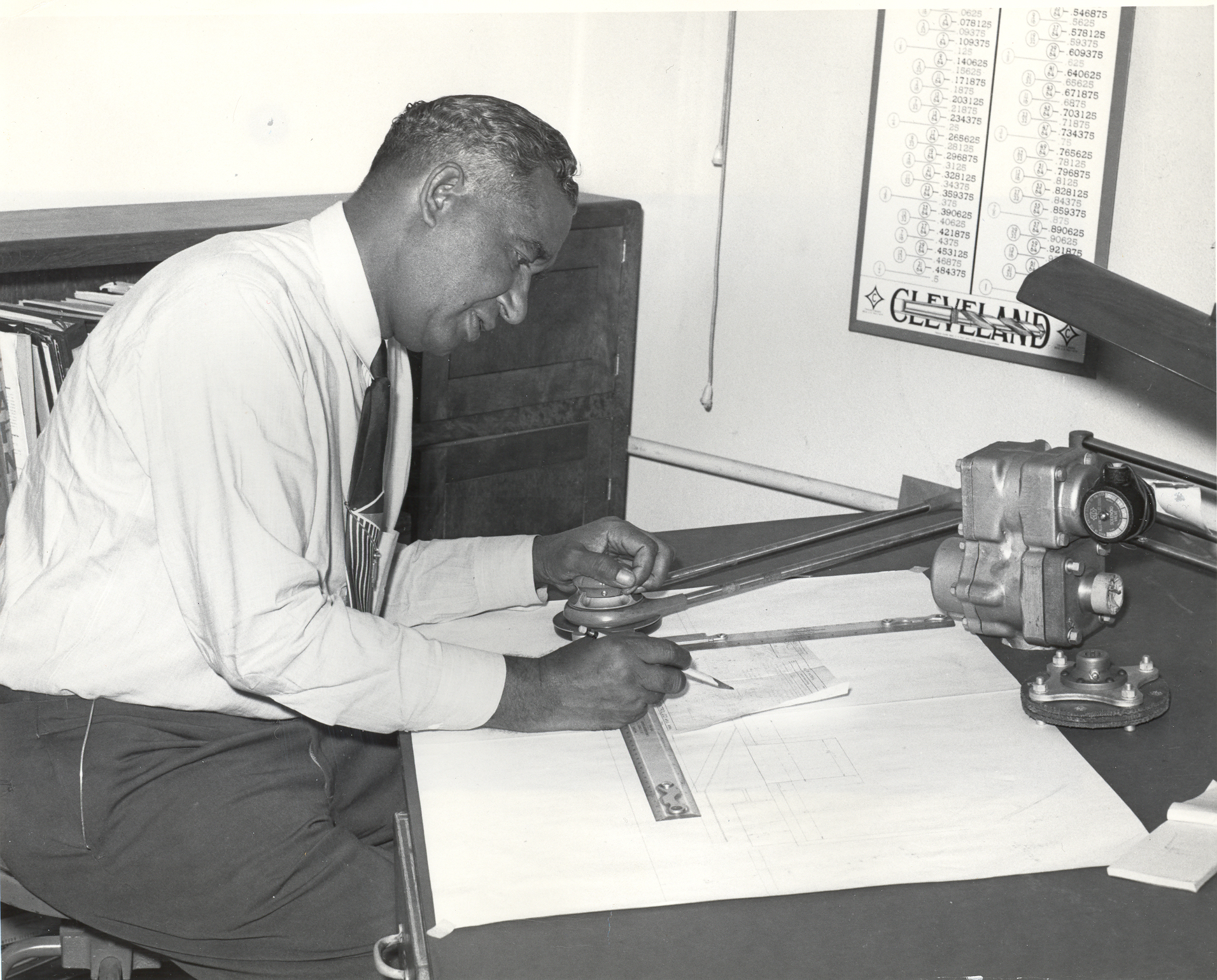
Fred Jones, technický ředitel firmy Thermo King v Minneapolisu MN

Fred Jones využil svých zkušeností s úpravami závodních automobilů, které musely v provozu také odolávat otřesům, a v krátké době zkonstruoval transportní chladicí jednotku s benzínovým motorem pohánějícím kompresor chladicího okruhu. Firma Ultraphone začala tyto jednotky vyrábět a již v roce 1939 jich prodala 33. Joe Numero ztratil zájem o původní sortiment Ultraphonu, prodal jej firmě RCA, a soustředil se na transportní chlazení. V Minneapolisu založil firmu United States Thermo-Control Company, kterou později přejmenoval na Thermo King Corporation. Fred Jones ve firmě zastával funkci technického ředitele (viceprezidenta), ale nikdy v ní neměl žádný majetkový podíl.
Ne všichni zaměstnanci firmy Thermo King však Freda Jonese milovali. Stěžovali si např., že po nich chce věci, které nejsou popsány v technické literatuře. Na to on odpovídal, že to, co dělají, se stane součástí budoucí literatury. Měl fotografickou paměť a totéž předpokládal i u všech svých spolupracovníků. Byl příjemným společníkem, když vysvětloval nová technická řešení, ale svůj klid ztrácel, když se věci nedařily. Mimo firmu se se svými spolupracovníky příliš nestýkal a dával přednost samotě při rybaření nebo v hospodě.
V roce 1946 se Fred Jones podruhé oženil. Jeho manželkou se stala Lucille Powell, o 20 let mladší vdova s evropskými kořeny. K jejímu desetiletému synovi Fred Jones velmi přilnul, syn však 3 měsíce po svatbě náhle zemřel na leukémii a manželství zůstalo bezdětné. Fred v té době dostával čistou týdenní mzdu 38 $, ale hospodaření s rodinnými financemi nebylo jeho silnou stránkou. Tyto věci musely zůstat v péči Joe Numera a Fredovy manželky Lucille.
V následujících letech rozšířil Fred Jones svou pozornost na chladicí jednotky pro železniční přepravu a podobná technická řešení uplatňoval i v kontejnerech pro chlazenou přepravu. Mimořádné pracovní nasazení, ponocování v laboratořích, prudké změny teploty při přechodech mezi chlazenými prostorami a okolím i dlouholeté intenzívní kouření se podepsaly na jeho zdravotním stavu. Po prodělaném zápalu plic a operaci žlučníku se Joe Numero pokusil pro Freda Jonese uzavřít zdravotní pojištění, ale při úvodní lékařské prohlídce se u Freda navíc objevila cukrovka a zdravotní pojišťovna jej odmítla pojistit. Ve snaze zmírnit pracovní tempo Freda Jonese zakoupil Joe Numero pro Freda a jeho ženu letní chatu u jezera Minnetonka a obě rodiny se tam navštěvovaly. Joe Numero si však současně od Freda Jonese udržoval celý život určitý odstup a např. jej nikdy nepozval do svého bytu. Poslední 4 léta svého života trávil Fred Jones střídavě v nemocnici a v domácím ošetřování a tak se ani nepodíval do nových prostor firmy Thermo King v Bloomingtonu MN, kam se firma roku 1956 přemístila. O dění ve „své“ firmě se však stále živě zajímal a nikdy neuvažoval o přechodu ke konkurenci, i když dostával finančně velmi atraktivní nabídky (jeho nejvyšší roční plat ve firmě Thermo King koncem života byl 12 000 $). Zemřel 21. 2. 1961 ve věku 68 let na karcinom plic.

## Dílo

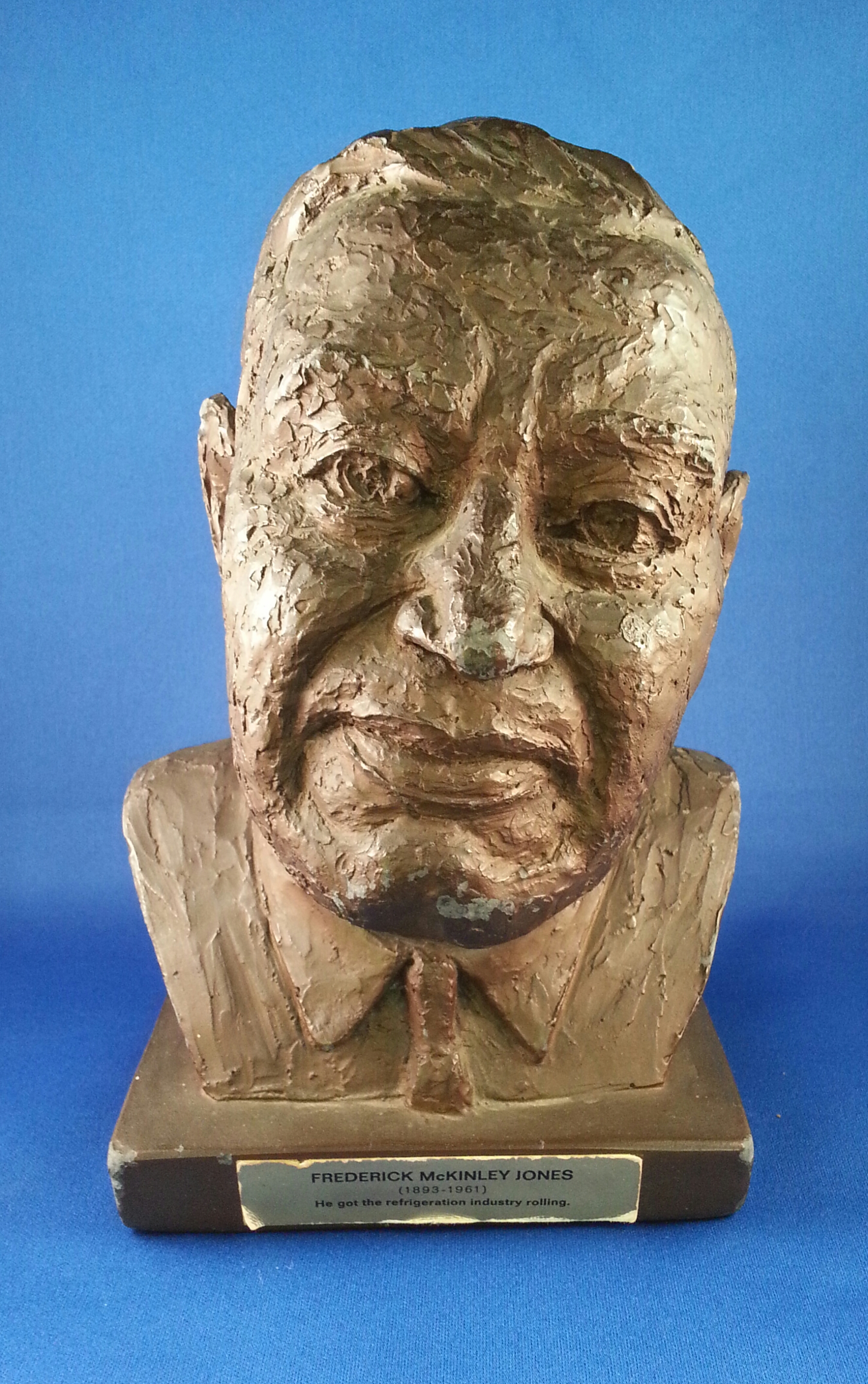
Bustu F. Jonese vytvořila afroamerická sochařka Ruth Inge Hardison v rámci své série "Negro Giants in History".

Fred Jones se během svého života zabýval různými oblastmi techniky a vynikl zejména tam, kde mohl kombinovat své nadání strojní a elektrotechnické. Získal celkem 61 patentů, z nichž 40 souviselo s chladicí technikou. Zbývajících 21 patentů se týká rentgenů, elektroakustických zařízení a benzínových motorů. Patentoval si také automat na výdej vstupenek do biografu. Mezi odborníky je znám hlavně jako autor nových řešení z oboru transportního chlazení a někdy bývá nepřesně prezentován jako vynálezce první mechanické chladicí jednotky v silniční přepravě z roku 1938. Existují však informace o nákladních vozech pro přepravu zmrzliny, které byly v USA již v roce 1925 vybaveny kompresorovým chlazením využívajícím jako chladiva metylchlorid. Jonesovi však nelze upřít prvenství v tom, že přišel se spolehlivými automatickými chladicími jednotkami, které přešly do sériové výroby, trvale se vyvíjely a staly se základem pro nový průmysl transportního chlazení.
Po vstupu USA do 2. světové války koncem roku 1941 naléhavě vzrostla poptávka po transportním chlazení, a to nejen pro silniční přepravu. Ministerstvo obrany svolalo do Washingtonu několikadenní poradu předních odborníků na chladicí techniku včetně Freda Jonese. Tam se rozhodlo, že standardem chlazení pro armádu budou Jonesem navržené kompaktní jednotky firmy Thermo King.
Fred Jones nebyl nikdy plně spokojen se stávající technickou úrovní svých chladicích jednotek a neustále je zlepšoval. Hmotnost prvních chladicích jednotek podvěšených pod rámem návěsu (undermount units) z počátečních 998 kg (Model A) postupnými úpravami snížil na 816 kg (Model B). První patent na tuto jednotku byl udělen spoluautorům Numero – Jones. Významnou inovací byla koncem roku 1941 jednotka označovaná jako Model C, která se montovala na čelní stěnu návěsu nad kabinu řidiče (nosemount unit) a její hmotnost klesla na 430 kg. Jones tím eliminoval problémy podvěšených jednotek, které pod vozem trpěly prachem, blátem a korozí. Potom, co se začal angažovat v chlazení pro železniční přepravu, zkoušel v letech 1948 až 1950 systém Atmosphere Control, který uvnitř vagonu stabilizoval nejen optimální teplotu, ale i vlhkost vzduchu. Tím se brání nežádoucímu vysušování chlazeného zboží (čerstvé zeleniny a ovoce) během přepravy. Přehled asi dvou desítek z jeho nejdůležitějších patentů lze nalézt v článku Frederick McKinley Jones v anglické Wikipedii.

## Pocty

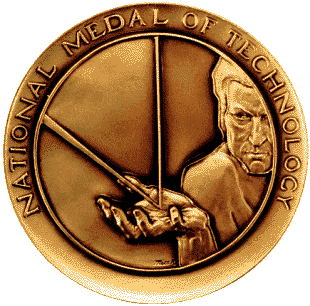

Kolem roku 1950 začala vzrůstat pověst Frederick McKinley Jonese jako vynálezce a řešitele problémů a tak se jako první Afroameričan stal čestným členem Americké společnosti chladicích techniků (American Society of Refrigeration Engineers - ASRE). Čestný doktorát Howardovy university ve Washingtonu však odmítl a doma poznamenal, že titul Dr. by se u jeho jména hezky vyjímal zvlášť v souvislosti s tím, že ve škole strávil pouhé 4 roky. Roku 1953 získal ocenění za zásluhy jedné charitativní organizace v Minneapolisu sdružující mladé Afroameričany. V té době byl rovněž konzultantem Ministerstva obrany (U. S. Department of Defense) a Úřadu pro normalizaci (Bureau of Standards).
V roce 1977 byl uveden mezi významné vynálezce ve dvoraně slávy v Minnesotě (Minnesota Inventors Hall of Fame). V září 1991 získali jak Frederick McKinley Jones, tak i Joseph Numero posmrtně Národní medaile za technický pokrok (National Medal of Technology, později bylo toto ocenění přejmenováno na National Medal of Technology and Innovation). Z rukou prezidenta Bushe je v Bílém domě převzaly jejich vdovy. Jones byl prvním Afroameričanem, který tuto cenu získal. Roku 1996 prohlásila Americká společnost strojních techniků (American Society of Mechanical Engineers - ASME) chladicí jednotku Thermo King Model C za mezinárodně významnou technickou památku (International Historic Mechanical Engineering Landmark).